# Escipió Dupleix
Escipió Dupleix o Scipion Dupleix, senyor de Clarenç. Intel·lectual occità gascó, nascut a Condòm, Gascunya, a l'actual departament de Gers, França, l'any 1569, i mort a la mateixa ciutat, el maig del 1661. Fou un historiador, gramàtic, filòsof i conseller d'estat.

## Biografia
Fill de Guy Dupleix, senyor d'Ansoules, capità gascó, la companyia del qual havia servit sota les ordres del militar i escriptor gascó Blaise de Montluc.
Escipió Dupleix, havent conegut, a Nérac, la reina Margarida de Valois, esposa d'Enric IV de França i III de Navarra, va establir-se a París el 1605, on va entrar en servei d'aquesta princesa. Va ser el tutor d'Antoine de Bourbon-Bueil, fill legitimat d'Enric IV, després va ser nomenat per Lluís XIII, el 1619, historiògraf del rei i conseller d'estat.
Els seus primers treballs li van valer el càrrec d'historiògraf del rei, però en va treure poc profit i, cansat de perseguir la fortuna, es va retirar a la seva ciutat natal amb el títol de Conseller d'Estat.
Fou el primer autor que va publicar un curs de filosofia escolàstica en francès, i el primer historiador que va citar als marges les fonts de les quals va extreure els fets que relata.
Tanmateix, no és a través d'aquestes dues innovacions que s'ha guanyat l'estima pública, sinó a través de les seves Mémoires sur les Gaules depuis le déluge jusqu’à l’établissement de la monarchie française (Memòries sobre els gals, des del diluvi a l'establiment de la monarquia francesa), una obra remarcable per la seva recerca i per la seva exactitud.
La seva Histoire générale de France depuis Pharamond jusqu’à Louis XIII (Història general de França, des de Pharamond fins a Lluís XIII), en canvi, és considerada inferior pel que fa a la veracitat, sobretot en el tracte dels dos últims regnats.
El seu estil era clar i metòdic, però pesat, auster i directe. A en Dupleix també li devem, entre altres obres, una Histoire romaine depuis la fondation de Rome jusqu’en 1630 (Història romana des de la fundació de Roma fins al 1630).
Complint el seu paper de preceptor, va escriure el seu pensament filosòfic que inclou, entre altres obres: La curiosité naturelle rédigée en questions selon l’ordre alphabétique; L’Éthique ou philosophie morale; Les causes de la veille et du sommeil, des songes & de la vie & de la mort.
Va dedicar trenta anys de la seva vida a escriure una Histoire générale de France (Història general de França), en cinc volums, en substitució de la de Du Haillan, a qui acusava d'haver copiat els seus discursos històrics i, sobretot, les seves arengues de la novel·la Amadis.
Es deia que va dedicar els últims quinze anys de la seva vida a compondre una gran obra on analitzava les llibertats dels pobles gals, i que el canceller Séguier el va obligar a cremar-la. Es diu que va morir de la pena per aquest fet.
“Scipion Dupleix (digué Nicoas Lenglet Du Fresnoy) va compondre molts llibres dolents; aquest va ser el seu gran talent. Tanmateix, aquesta darrera obra era molt millor que qualsevol cosa que havia fet abans: es tractava de reculls de dades força exactes sobre la Gàl·lia antiga".
Dupleix era clar i metòdic en la seva narració, però tenia un estil poc convencional. Dividia la història en capítols, i els capítols en articles. Un sistema que no agrada a tothom quan es tracta d'analitzar la Història. Tanmateix, com ja hem dit, va tenir el mèrit de ser el primer en citar les fonts als marges, innovació fonamental per aquesta ciència.
Els seus detractors li critiquen que la seva erudició era minsa i poc actualitzada. També se l'ha acusat de complaure al poder i d'escriure tot el que Richelieu volia sentir. I es diu que aquest, fins-i-tot, li va manipular ell mateix les proves del primer volum.
Les obres de Dupleix també van aixecar fortes queixes del mariscal de Bassompierre i de Mathieu de Morgues, capellà de Maria de Mèdici.
Dels dos germans grans de Dupleix, un també anomenat Escipió i l'altre François, es van donar a conèixer, el primer per l'obra titulada Lois militaires touchant le duel, en dix livres (Lleis militars que afecten el duel, en deu llibres), París, 1586, i el segon, pel seu Partitiones Juris methodicæ heroico versus conscriptae, París, 1615, in-4°.
Es va casar amb Marie de Bajolles.

### Lingüística
Pel que a la lingüística, Dupleix va tendir a oposar-se a l'enfocament racionalista i normatiu de la llengua, recolzat per Claude Favre de Vaugelas. Va ser contra aquest, que criticava el seu estil excessivament gal, que en Dupleix, amb vuitanta anys d'edat, va escriure la seva defensa, que va donar lloc a l'obra: Liberté de la langue française dans sa pureté (Llibertat de la llengua francesa en la seva puresa).
Davant d'un enfocament del llenguatge basat en la raó i les regles estrictes (ratio), Escipió defensa la idea d'un llenguatge dinàmic, basat en l'ús (usus), les variacions del qual il·lustren el seu vigor i la seva riquesa.
Per a ell, la norma mata la llengua, imposant massa restriccions als que la volen utilitzar: 
«De fet, no hi ha res més hostil a les produccions enginyoses que una atenció tan exquisida al llenguatge». «Un home que treballa d'aquesta manera, amb una por perpètua de pecar contra les regles de la gramàtica, s'assembla molt als que caminen per la corda fluixa, als quals no abandona mai el temor de caure.»

## Publicacions

### Filosofia
- La Logique ou l’art de discourir et raisonner, París, Dominique Salis, 1600.
- La Physique ou science naturelle divisée en huit livres, París, Sonnius, 1603.
- La Suite de la Physiqve ou science naturelle contenant la cognoissance de l’âme, París, 1604.
- L’Éthique ou philosophie morale, París, 1610.
- La Quatrième partie de la Métaphysique, ou science surnaturelle, qui est de la Divinité, París, 1610.
- Curs de filosofia, que conté lògica, ètica, física i metafísica, Ginebra, 1627-1636.Plantilla:Commentaire biblio

### Història
- Mémoires des Gaules depuis le déluge jusqu’à l’établissement de la monarchie française, 1619.
- Histoire de Henry le Grand IV du nom, roy de France et de Navarre, Paris, Sonnius, 1633.
- Histoire romaine depuis la fondation de Rome, Paris, Claude Sonnius, 1636.
- Histoire générale de France, 3 vol., Paris, Denys Bechet, 1621-1643.
- Inventaire des erreurs, fables et desguisemens remarquables en l’inventaire général de l’histoire de France de Jan de Serres, Paris 1625.
- Histoire de Henry III, roy de France et de Pologne, Paris 1630.
- Histoire de Louis le Juste, Plantilla:XIIIe du nom, roy de France et de Navarre, Paris 1635 disponible a Gallica.
- Philotime, ou Examen des notes d’Aristarque, sur l’histoire des rois Henry le Grand et Louis le Juste, Paris 1637.
- Épitomé de l’histoire de France, tiré de l’Histoire générale, 2 vol., Paris 1647.
- Continuation de l’histoire du règne de Louis le Juste, XIIIe du nom, Paris 1648.

### Gramàtica
- La Liberté de la langue française dans sa pureté (en francès). Denys Béchet, 1651.Plantilla:Commentaire biblio

### Altres
- Les Loix militaires touchant le duel, Paris 1602
- Les Causes de la veille et du sommeil, des songes et de la vie et de la mort, Paris, 1606.
- François Gueffier. [[[:Plantilla:Google Livres]] La Curiosité naturelle rédigée en questions selon l’ordre alphabétique] (en francès), 1618.